# Chaâbi marocain
Pour les articles homonymes, voir Chaâbi.
Genres associés
Ahidous, Aïssawa.
Le chaâbi marocain (arabe : شعبي مغربي) est un ensemble de genres musicaux populaires marocain. On le retrouve dans les plaines atlantiques majoritairement arabes (Doukkala-Abda, Chaouia-Ouardigha, Gharb-Chrarda-Beni Hssen etc.) ainsi que dans le Moyen Atlas.
Il est essentiel de différencier le chaâbi populaire basique, chaâbi moderne, ou chaâbi-pop (influencé par l'émergence du Raï en Algérie, qui est le premier à utiliser des instruments modernes en Afrique du Nord) qui désigne la musique populaire en vigueur depuis les années 1980 au Maroc,.

## Origine et signification
Šaʿabī signifie « populaire » en arabe (شعب, šaʿab, « peuple »), c'est un des genres musicaux les plus répandus au Maroc. L'origine du chaâbi marocain est issu de la culture arabe de la « 'Aroubiyyah » (العروبية), en opposition avec la musique arabo-andalouse, considérée comme trop « savante ».

## Instruments
L'instrumentation du chaâbi marocain peut être variée : bendir, darbouka, violon, luth ou gembri, et depuis l'innovation technologique, la guitare électrique et le clavier ont fait leur apparition,.

## Expression
Le chaâbi marocain est une musique que l'on retrouve fréquemment dans les mariages et ce style est souvent associé à la fête. L'utilisation du langage populaire et la création de nouveaux rythmes ont fait de ce style un complément essentiel de la danse. De nombreuses tendances sont apparues. Ainsi, au Maroc, de nouvelles chikhate, des petits groupes de quartier et autres chanteurs de charme ont pu proliférer dans toutes les villes.

## Interprètes

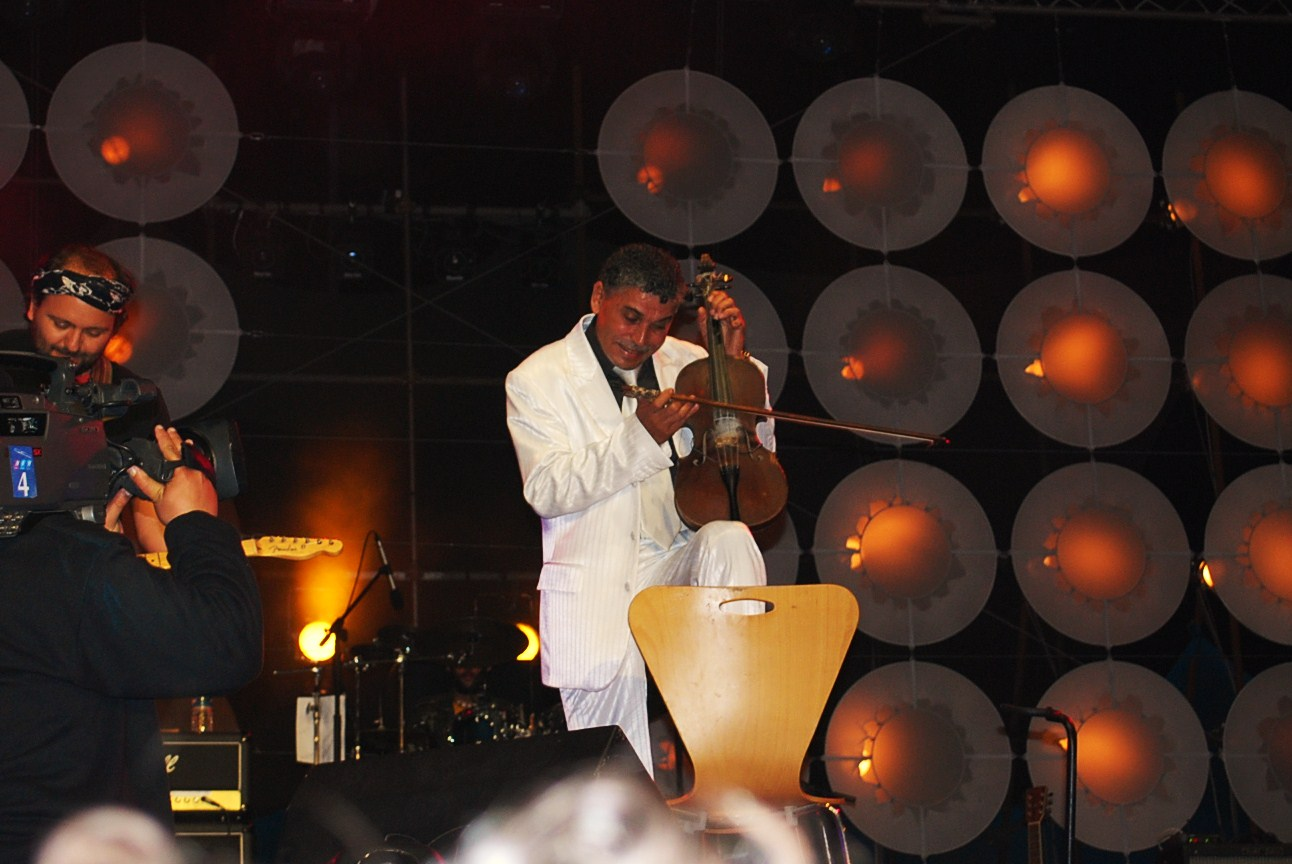
Abdelaziz Stati.

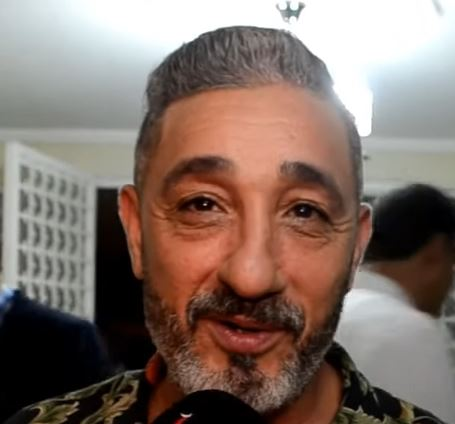
Saïd Senhaji.

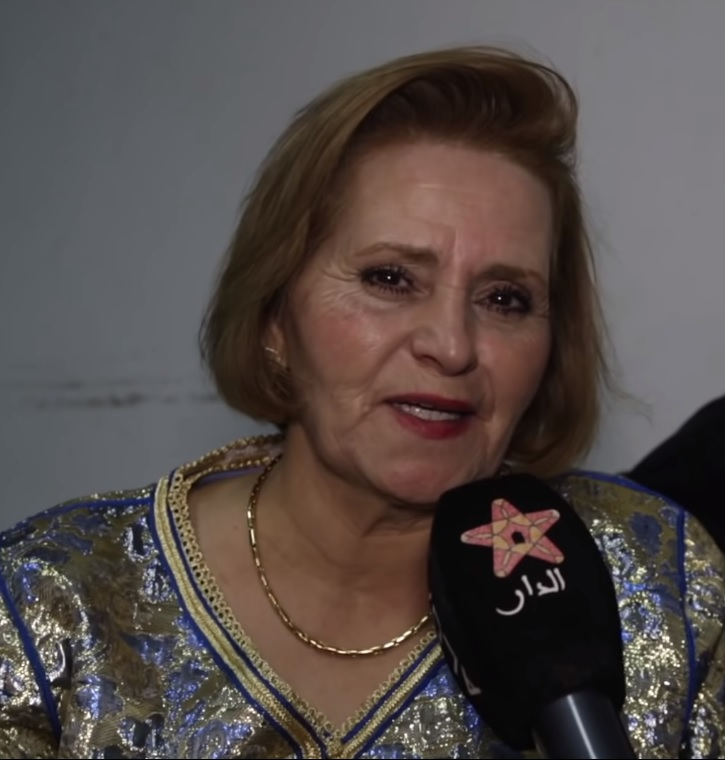
Khadija El Bidaouia.

- Samir El Filali
- Bouchaîb Elbidaoui
- Houcine Slaoui
- Haja El Hamdaouia
- Fatna Bent L'Houceine
- Jedwane
- Tahour
- Abdelaziz Stati
- Daoudi Abdellah
- Said Senhaji
- Najat Aâtabou
- Mustapha Bourgogne
- Zina Daoudia
- Hajib
- Haj Mourit
- Khalid Bennani
- Nass El Ghiwane
- Karim Tadlaoui
- Othmane Mouline
- Jamal Zarhouni
- Oulad Ben Aguida
- Mustapha El Mils
- Ouled Soba
- Would Haouat
- Khadija El Bidaouia
- Ikram El Abdia
- El Asri
- Omar Chérif